# 45e parallèle sud
Pour les articles homonymes, voir 45e parallèle.
En géographie, le 45e parallèle sud est le parallèle joignant les points de la surface de la Terre dont la latitude est égale à 45° sud. Il marque les points situés à mi-chemin entre l'équateur et le pôle Sud en termes de latitude (en termes de distance, les points situés à mi-chemin de ces deux régions sont un peu au sud du 45e parallèle, la Terre n'étant pas une sphère parfaite).

## Géographie

### Dimensions
Dans le système géodésique WGS 84, au niveau de 45° de latitude sud, un degré de longitude équivaut à 78,847 km ; la longueur totale du parallèle est de 28 385 km, soit environ 71 % de celle de l'équateur. Il en est distant de 4 985 km et du pôle Sud de 5 017 km,.
Du fait de la forme oblongue de la Terre, le 45e parallèle est légèrement plus proche de l'équateur que du pôle. Les points de la surface du géoïde de référence équidistants de ces deux endroits sont approximativement situés sur la latitude 45° 08' 38,5" S, environ 16 kilomètres plus au sud,,.

### Régions traversées
À la différence de son équivalent de l'hémisphère nord, le 45e parallèle sud passe principalement au-dessus des océans (95 % de sa longueur). Les exceptions sont le sud de l'Amérique du Sud (région Aisén del General Carlos Ibáñez del Campo au Chili et province de Chubut en Argentine) et le sud de la Nouvelle-Zélande (île du Sud, au nord d'Oamaru).
Le tableau ci-dessous résume les différentes zones traversées par le parallèle, d'ouest en est :
| Zone                                   | Début                 | Fin                   | Longueur (km) |
| -------------------------------------- | --------------------- | --------------------- | ------------- |
| Océans Atlantique, Indien et Pacifique | 45° 00′ S, 65° 32′ O  | 45° 00′ S, 167° 07′ E | 18 344        |
| Nouvelle-Zélande (île du Sud)          | 45° 00′ S, 167° 07′ E | 45° 00′ S, 171° 06′ E | 314           |
| Océan Pacifique                        | 45° 00′ S, 171° 06′ E | 45° 00′ S, 74° 23′ O  | 9 029         |
| Archipel de Chonos (Chili)             | 45° 00′ S, 74° 23′ O  | 45° 00′ S, 73° 24′ O  | 78            |
| Amérique du Sud (Chili et Argentine)   | 45° 00′ S, 73° 24′ O  | 45° 00′ S, 65° 32′ O  | 620           |

### Villes

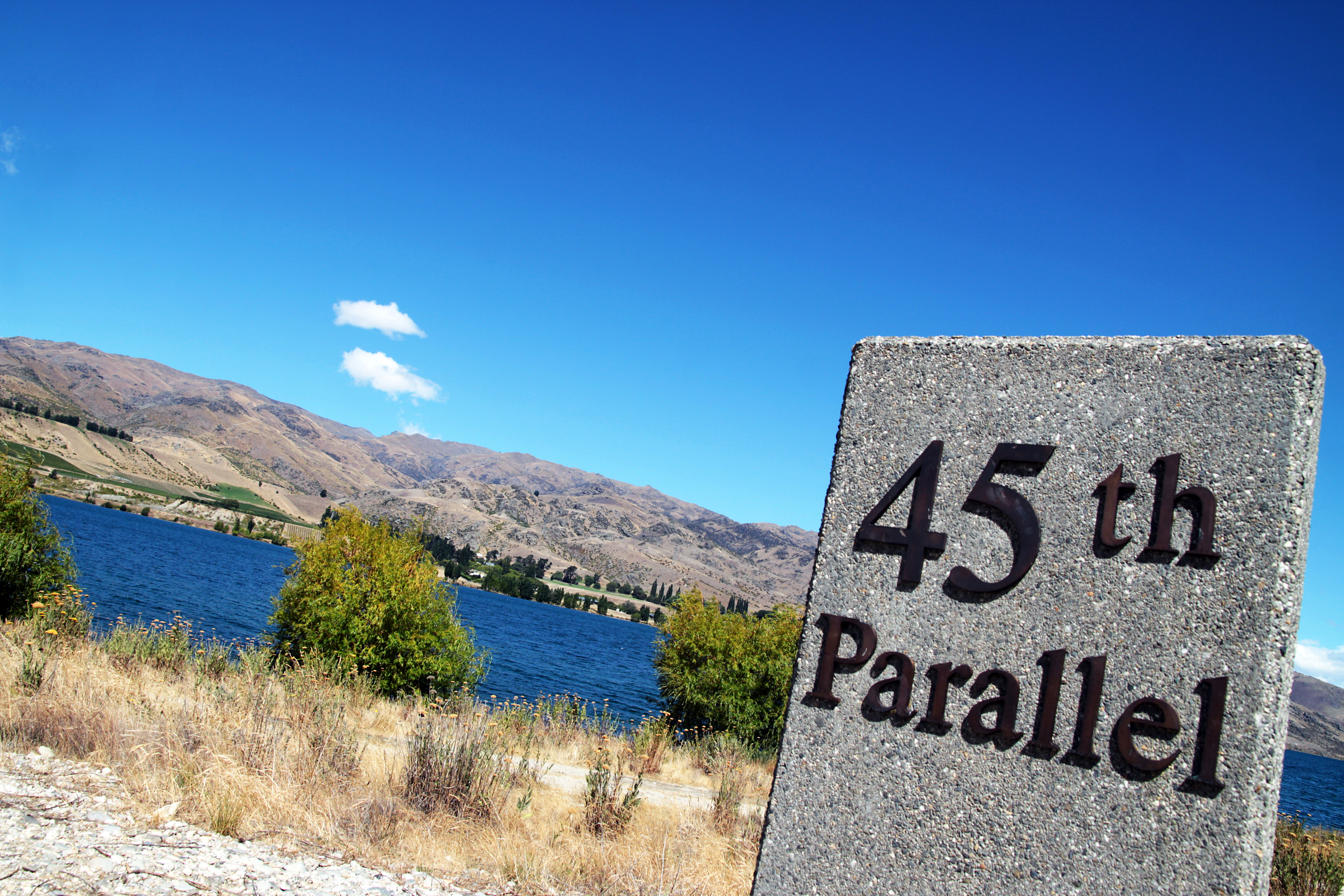
45e parallèle dans l'hémisphère Sud, entre Queenstown et Wanaka

Les villes principales situées à moins d'un demi-degré de part et d'autre du parallèle sont :
- Nouvelle-Zélande : Oamaru, Queenstown, Wanaka, Beck.

## Viticulture
Le 45e parallèle sud correspond à une zone propice à la culture de la vigne, comme son équivalent dans l’hémisphère nord. Notamment en Nouvelle-Zélande et la région du Central Otago, les latitudes proches englobent aussi les vignobles d'Argentine, du Chili, et d'Australie (en Tasmanie),.